# .bt
.bt ist die länderspezifische Top-Level-Domain (ccTLD) des Staates Bhutan. Sie existiert seit dem 16. Juli 1997 und wurde der ortsansässigen Bhutan Telecom mit Sitz in Thimphu zugeteilt. Den operativen Betrieb hat das britische Unternehmen NetNames übernommen.

## Eigenschaften
Früher waren die Voraussetzungen sehr streng, so durften nur bhutanische Staatsbürger und Unternehmen eine .bt-Adresse auf dritter Ebene registrieren. Diese Beschränkungen wurden inzwischen gelockert, sodass auch Registrierungen auf zweiter Ebene möglich sind und es auch Ausländern gestattet ist, .bt-Adressen anzumelden. Neben akkreditierten Registraren vergibt auch das Bhutan Network Information Center über seine Tochtergesellschaft DrukNet selbst neue Domains.
Neben .bt existieren folgende Second-Level-Domains:
- .com.bt für kommerzielle Unternehmen
- .edu.bt für Bildungsinstitutionen
- .gov.bt für die Regierung von Bhutan
- .net.bt für Internetdienstleister
- .org.bt für gemeinnützige Organisationen

Aufgrund der liberalen Vergabekriterien ist .bt nach .mt eine der risikoreichsten Top-Level-Domains. Der Anteil von Phishing betroffener Seiten lag im September 2013 bei 0,7 Prozent.